# Prosper Avril
Prosper Avril (21 de diciembre de 1937) es un político y militar que fue presidente de facto de Haití entre 1988 hasta 1990. Ascendió al poder tras dirigir el golpe de Estado de septiembre de 1988 contra un gobierno militar de transición instalado después del derrocamiento de Jean-Claude Duvalier en 1986. 

## Biografía
Avril nació en la pequeña ciudad de Thomazeau, cerca de la capital de Haití, Puerto Príncipe. Se alistó en el ejército y se graduó como el primero de su clase en la academia. Su esposa era enfermera.
Asumió el cargo de presidente, tras derrocar en un golpe militar al general Henri Namphy y tras liderar diversos pronunciamientos militares, desde el 17 de septiembre de 1988 hasta el 10 de marzo de 1990, fecha en que abandona el poder y le sustituye el general Herard Abraham. 
Fue detenido en 2001, poco tiempo después de que Jean-Bertrand Aristide fuera elegido presidente constitucional, por conspiración contra el estado, pero fue liberado al ser expulsado el presidente Aristide en febrero de 2004.